# Televisão no norte do Chipre
A televisão no estado autodeclarado da República Turca do Norte do Chipre consiste em quatorze canais de TV. Esses são:
- BRT 1
- BRT 2
- Ada TV
- Akdeniz TV
- AS TV
- DAÜ TV
- Diyalog TV
- GAÜ TV
- Genç TV
- Kanal T
- Kıbrıs TV
- Kanal Sim
- LAÜ TV
- YDÜ TV

O BRT é a televisão estatal da República Turca do Norte do Chipre.O BRT também é o mais antigo canal de TV turco-cipriota, estabelecido como uma estação de rádio em 1963, e lançou sua primeira transmissão televisiva em 1976.A maioria dos canais de televisão do Norte do Chipre também transmitem via satélite, a há um "pacote de canais do Chipre" no satélite de Türksat.